# Nascimento Feitosa
Antonio Vicente do Nascimento Feitosa (Recife, 10 de junho de 1816 — Recife, 29 de março de 1868) foi um jornalista e político brasileiro.
Formado em Direito pela Faculdade de Direito de Olinda em 1837, abriu escritório de advogado já em 1838, exercendo essa profissão até o final de sua vida.

## Vida pública
Nascimento Feitosa exerceu as seguintes funções públicas:
- Promotor público da capital;
- Procurador Fiscal da Tesouraria Provincial;
- Suplente de Juiz Municipal da Capital;

Foi eleito Deputado à Assembleia Geral Legislativa da província de Pernambuco em 1863 e, logo depois, incluído em duas listas tríplices para escolha de um senador, sem, no entanto, ter sido escolhido em nenhuma vez.
Nos Anais do Parlamento brasileiro consta apenas um discurso de Nascimento Feitosa, onde ele expõe sua doutrina:
| “ | ... O lugar que tenho ocupado na política do país há mais de 14 anos obriga-me agora, que pela primeira vez tenho assento no Parlamento, a dizer por que razão, em nome de que princípio, em nome de que ideias eu mantive essa luta. É mister que dê contas de mim perante a nação, aqui reunida. Começarei por declarar que presto a minha adesão leal e franca ao atual gabinete. E acrescento a isso que a presto como liberal e a presto como progressista, porque não é possível compreender-se a ideia liberal sem que imediatamente se lhe siga a ideia progressista; porque todo liberal deve ser progressista. | ” |

Era um ardoroso defensor de reformas eleitorais e da eleição direta. No Liberal Pernambucano de 5 de junho de 1854, escreveu:
| “ | Por que razão todos os homens do império, que se consideram importâncias reais do país, não hão de abrigar-se sob a bandeira de rforma eleitoral, para o fim de substituir-se a eleição direta a essa eleição indireta? O que sofrem os interesses do país, em que essas importâncias reais assumam a verdadeira situação política que lhes pertence? O que é o governo representar senão o concurso de todos os cidadãos para a soberania ser o resultado da maioria sem a eleição direta? Por que razão hã de o país real estar sujeito ao país oficial de um modo que avilta e que degrada? | ” |

Quando de seu falecimento em 1868, Rodolfo Garcia escreveu um necrológio no qual dizia:
| “ | Abafada a revolução de 1848, quando o Partido Liberal, que o promovera, sentia as fileira desfalcadas e o ânimo dos seus legionários fortemente trabalhado pelas crises que sucederam a derrota, o Dr. Nascimento Feitosa, entrando na política, não procurou os vencedores; foi alistar-se entre os vencidos, levando-lhes o generoso contingente dos seus talentos, da sua coragem e da sua fé inabalável. | ” |

## Atuação como jornalista
Além de advogado, Nascimento Feitosa exerceu plenamente o jornalismo, contribuindo com seus artigos em vários periódicos, alguns dos quais fundados por ele, chegando a exercer a atividade como principal redator. 
Figuram entre esses periódicos:
- Diário Novo
- Argos Pernambucano
- Constitucional Pernambucano
- O Cidadão
- Themis Pernambucana
- O Liberal Pernambucano
- O Progressista
- O Macabeu
- O Direito.

Foi um dos mais lúcidos e competentes analistas da conjuntura histórica nordestina na década de 1840. Um dos artigos de sua autoria, publicado em 12 de outubro de 1849 em O Macabeu, assim expressava:
| “ | É extraordinária a influência do capital sobre a produção e a tendência que tem ele para escravizar as outras forças produtivas. É este um fato da ciência econômica que não pode ser posto em dúvida porque é um axioma. Desta quisa, a única classe brasileira que toma parte ativa na produção e que tem o seu quinhão na distribuição das riquezas, a classe dos proprietários de terras, tendo precisão de capitais para desenvolver a indústria agrícola e tirar do solo os benefícios que ele pode proporcionar, tem necessidade de dirigir-se aos capitalistas a fim de que, por meio de empréstimo dos seus capitais, lhe proporcionem os meios necessários ao desenvolvimento daquela indústria, por isso se colocam na dependência deles. | ” |

## Outras atividades
Exerceu, também, as seguintes funções:
- Professor de Filosofia do Liceu Pernambucano
- Fundador do Instituto Arqueológico e Geográfico de Pernambuco, onde foi orador.
- Revolucionário, porém com atuação principalmente no jornalismo.

| “ | Quando se faz referência a Revolução Praieira, em regra se oculta o nome de Feitosa; entretanto, o jornalista, o político, o revolucionário, o amigo intransigente do povo sempre se mostrou nobre e alevantado diante de todos os problemas expostos pelos inimigos da Praia. | ” |